# Alexander Setznagel
Alexander Setznagel OSB (* 4. September 1801 in Pöls; † 19. Mai 1887 in Sankt Lambrecht) war ein österreichischer Benediktiner, der von 1865 bis 1887 Abt der Abtei St. Lambrecht war.

## Leben
Alexander Setznagel wurde am 4. September 1801 in Pöls in der Obersteiermark geboren; sein Taufname war Kajetan. Die Volksschule besuchte er in der dem Stift St. Lambrecht inkorporierten Pfarre Obdach, wo er während seines dortigen Aufenthaltes im Pfarrhof wohnte. Nach der Erreichung des erforderlichen Alters kam er an die erste Lateinschule des Stiftes Admont und trat in weiterer Folge dem k. k. Konvikt in Graz ein. Dort beendete er auch seine Gymnasialstudien und begann nach der Matura ein Studium der Rechtswissenschaft an der Universität Graz. Dieses Studiengang belegte er zwei Jahre lang und trat im Jahre 1822 in das Noviziat des Stiftes St. Lambrecht ein. Dies soll vor allem unter dem Einfluss des Pfarrvikars von Obdach, Prokop Schima, seines Zeichens auch Stiftsprior, Dechant, Pfarrer und Schuldistriktsaufseher, geschehen sein.
Am 10. November 1822, zu diesem Zeitpunkt 21-jährig, wurde Setznagel eingekleidet und erhielt den Klosternamen Alexander. Knapp fünf Jahre später legte er am 15. Oktober 1827 die feierliche Profess ab und feierte rund weitere Jahre später, am 20. September 1829, seine erste Messe, nachdem er eben erst zum Priester geweiht worden war. Bald darauf wurde dem jungen Ordenspriester bereits wichtige Funktionen und Ämter übertragen. So war er von 1831 bis 1836 Subprior und zugleich von 1831 bis 1837 Stiftshofmeister. Ebenfalls in diesem Zeitraum war er in den Jahren 1831 bis 1834 auch als Küchenmeister des Klosters tätig. Nachdem in den letzten 15 Jahren Rupert Schmidmayer und Kilian Drocker hintereinander als Administratoren des Klosters fungiert hatten, kam es im Jahre 1835 zu einer Abtwahl. Bei dieser unterlag Setznagel nur mit einer Stimme Rückstand auf den ersten Abt seit 1820, den bisherigen Hochschullehrer und Dekan an der Universität Salzburg Joachim Suppan.
1837 übernahm Setznagel die Pfarre in Zeutschach und war dort bis 1843 im Amt. In diesem Jahr erhielt er von Abt Joachim Suppan die Verwaltung des Stiftsgutes Witschein (Svečina) in den Windischen Bühel, als dessen Administrator er bis 1865 tätig war. Nach dem Tod von Suppan am 1. Oktober 1864 trat Setznagel am 26. Juli 1865 dessen Nachfolge als Abt an und wurde nahezu einstimmig als solcher gewählt. In seine Amtszeit fiel der Bau zweier großer Wirtschaftsgebäude des Stiftes. Zum einen war dies der sogenannte Alexanderhof, dessen ehemaliges Stallgebäude heute als Wohnhaus genutzt wird und heute denkmalgeschützt ist; zum anderen war dies ein großes Gebäude in Witschein. Des Weiteren ließ er die Bestände der Stiftsbibliothek vergrößern sowie eine neue große Orgel für die Abteikirche anschaffen.
Für seine Verdienste um das Stift, sowie zahlreiche Wohltätigkeitsakte erhielt Setznagel, der stets als anspruchslos und bescheiden galt, das Komturkreuz des Franz-Joseph-Ordens verliehen. Ein Jahr zuvor hatte er sein 50-jähriges Priesterjubiläum gefeiert. Zudem war er Ehrenbürger von Mariazell, Witschein und Pöls.
Am 19. Mai 1887 starb er nach kurzer Krankheit als Konventsenior in St. Lambrecht und wurde vier Tage später, wie es bereits mit seinem Vorgänger als Abt praktiziert wurde, in der Äbtegruft der Stiftskirche beigesetzt. Sein Nachfolger wurde, zuerst als Administrator und danach offiziell als Abt, Norbert Zechner.